# Santa Ana con la Virgen y el Niño (van Steffeswert)
Santa Ana con la Virgen y el Niño (en holandés: Anna te Drieën) es un escultura probablemente de Jan van Steffeswert, realizada en el año 1500.   

## Descripción
La escultura en madera es de 51 centímetros. Es en la colección de la Bonnefantenmuseum, en Maastricht, Holanda.

## Análisis
Esta pintura muestra a Santa Ana con la Virgen y el Niño.

## Europeana 280
En abril de 2016, la escultura fue seleccionada como una de las diez más grandes obras artísticas de los Países Bajos por el proyecto Europeana 280.